# Sparisoma
Sparisoma là một chi cá biển thuộc họ Cá mó. Tất cả những loài trong chi này đều được tìm thấy ở những vùng nước ấm của Đại Tây Dương.

## Từ nguyên
Từ định danh của chi được ghép bởi hai từ: Sparus (tên gọi của một chi cá tráp) và soma (bắt nguồn từ σῶμα trong tiếng Hy Lạp cổ đại mang nghĩa là "thân thể"), hàm ý có lẽ đề cập đến sự tương đồng về vẻ ngoài giữa loài điển hình S. abildgaardi với cá tráp S. aurata.

## Hình thái và sinh thái học
Là một loài ăn tảo và cỏ biển, Sparisoma nói riêng và những loài ăn thực vật nói chung giúp giảm nguy cơ mất đa dạng sinh học bởi việc các rạn san hô bị tảo chiếm ưu thế và bao phủ, đặc biệt là kể từ khi Diadema antillarum, một loài cầu gai chuyên ăn tảo chết hàng loạt mà không rõ nguyên nhân ở vùng biển Caribe.
Sparisoma kiếm ăn bằng cách dùng phiến răng cứng chắc cạo lớp tảo bám trên các mỏm đá hay trên nền đáy biển. Tuy nhiên, những khu vực được cấu thành bởi lớp đá cứng như bazan có thể gây tổn hại đến răng của chúng, như đã được ghi nhận ở Fernando de Noronha đối với 3 loài là S. amplum, S. axillare và S. frondosum.
Sparisoma là những loài dị hình giới tính và đa phần đều là loài lưỡng tính tiền nữ (cá đực là từ cá cái chuyển đổi giới tính mà ra), nhưng cũng có một số loài đã mang giới tính đực ngay từ khi còn là cá bột.
Cá đực trưởng thành (giai đoạn chuyển đổi cuối cùng) có nhiều màu sắc hơn giai đoạn trung gian (cá cái và cá đực còn nhỏ). Cá con cũng có hình thái khác biệt so với cá lớn.

## Thương mại
Nhiều loài Sparisoma được nhắm mục tiêu trong ngành thương mại thủy sản. Việc đánh bắt quá mức đã gây ảnh hưởng phần nào đến hệ sinh thái biển ở Đại Tây Dương, nhất là đối với các rạn san hô.

## Các loài
Có 15 loài được công nhận là hợp lệ trong chi này, bao gồm:
- Sparisoma amplum (Ranzani, 1842)
- Sparisoma atomarium (Poey, 1861)
- Sparisoma aurofrenatum (Valenciennes, 1840)
- Sparisoma axillare (Steindachner, 1878)
- Sparisoma choati Rocha, Brito & Robertson, 2012
- Sparisoma chrysopterum (Bloch & Schneider, 1801)
- Sparisoma cretense (Linnaeus, 1758)
- Sparisoma frondosum (Agassiz, 1831)
- Sparisoma griseorubrum Cervigón, 1982
- Sparisoma radians (Valenciennes, 1840)
- Sparisoma rocha Pinheiro, Gasparini & Sazima, 2010
- Sparisoma rubripinne (Valenciennes, 1840)
- Sparisoma strigatum (Günther, 1862)
- Sparisoma tuiupiranga Gasparini, Joyeux & Floeter, 2003
- Sparisoma viride (Bonnaterre, 1788)